# Municipio de Garden (Míchigan)
El municipio de Garden (en inglés: Garden Township) es un municipio ubicado en el condado de Delta en el estado estadounidense de Míchigan. En el año 2010 tenía una población de 750 habitantes y una densidad poblacional de 1,57 personas por km².

## Geografía
El municipio de Garden se encuentra ubicado en las coordenadas 45°56′29″N 86°31′34″O / 45.94139, -86.52611. Según la Oficina del Censo de los Estados Unidos, el municipio tiene una superficie total de 477.03 km², de la cual 413,97 km² corresponden a tierra firme y (13,22 %) 63,05 km² es agua.

## Demografía
Según el censo de 2010, había 750 personas residiendo en el municipio de Garden. La densidad de población era de 1,57 hab./km². De los 750 habitantes, el municipio de Garden estaba compuesto por el 90,4 % blancos, el 4,53 % eran amerindios, el 0,27 % eran asiáticos y el 4,8 % eran de una mezcla de razas. Del total de la población el 1,33 % eran hispanos o latinos de cualquier raza.